# Thandai

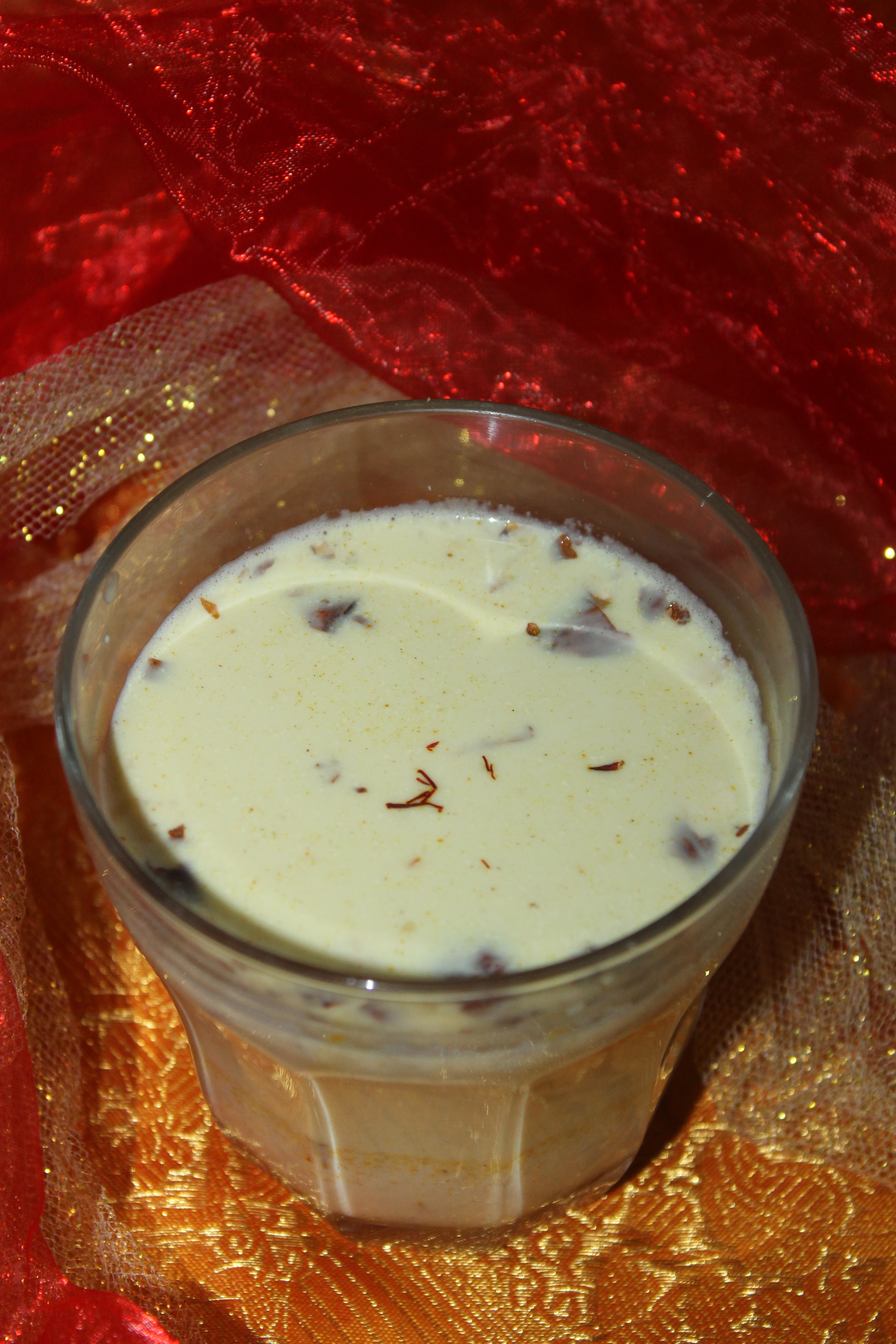
napój Thandai

Thandai – orzeźwiający napój indyjski, sporządzany na bazie mleka i migdałów, z dodatkiem szafranu, nasion kopru włoskiego i maku, oraz różnych przypraw. Składniki mogą się znacznie różnić w zależności od regionu i indywidualnych upodobań. Nazwa pochodzi od słowa thanda w języku hindi, znaczącego dosłownie „zimny”. Zgodnie z nazwą, thandai podaje się mocno schłodzone. Jest to napój popularny szczególnie na północy Indii, a zwłaszcza słynie z niego miasto Waranasi. 

## Znaczenie kulturowe
Picie thandai stało się tradycją podczas obchodów święta Holi, z której to okazji spożywa się niekiedy jego wersję wyskokową, z dodatkiem niewielkiej ilości haszyszu, tzw. bhang ki thandai.